# Licortas de Megalópolis
Licortas de Megalopolis (en griego: Λυκόρτας) fue un militar y político de la Liga Aquea, activo en la primera mitad del siglo II a. C. Es también conocido por ser el padre del historiador Polibio.
Participó como militar en la guerra contra Nabis. En el año 189 a. C. formó parte, junto con Diófanes, de una embajada de la Liga Aquea al Senado Romano, sobre el modo de abordar un conflicto que había surgido con Esparta. Diófanes era partidario de dejar todas las decisiones a los romanos, pero Licortas, que compartía ideas políticas con Filopemén, quería que se reconociera a la Liga autonomía para la toma de decisiones en dicho conflicto. La respuesta del Senado, un tanto ambigua, fue que la situación de los espartanos no debía cambiar de ninguna manera.
Fue también enviado a otra embajada a Alejandría en el 186 a. C., dado que el rey de Egipto, Ptolomeo V, quiso renovar las buenas relaciones con la Liga Aquea.
Fue elegido estratego de la Liga Aquea en dos ocasiones, la primera en 186 a. C. y la segunda en 182 a. C. tras la muerte de Filopemén. En su labor política, justificó las decisiones que había tomado Filopemén en relación con Esparta. Tomó parte en la campaña militar que la Liga realizó contra Mesenia, dado que Dinócrates se rebeló, separó a Mesenia de la Liga e incluso consiguió capturar a Filopemén, que murió tras ingerir un veneno. En la subsiguiente expedición de castigo, el ejército de Licortas tomó la ciudad de Mesene y reintegró Mesenia a la Liga. Posteriormente, cuando se desató la tercera guerra macedónica entre los romanos y los macedonios, Licortas defendió una postura de neutralidad.
En 169/8 a. C. cuando aún se estaba desarrollando este conflicto, la Liga Aquea recibió una embajada de los reyes egipcios Ptolomeo VI y Ptolomeo VIII con una petición de ayuda militar para hacer la guerra contra el rey de Siria Antíoco IV Epífanes. Licortas, junto con Polibio y Arcón, se posicionaron a favor de enviar la ayuda, frente a Calícrates, que se opuso y propuso una mediación para tratar de reconciliar a estos reyes. Finalmente llegó una petición de los romanos apoyando la mediación, y esa fue la decisión que se tomó.
El lugar y la fecha de la muerte de Licortas se desconocen, a causa de la naturaleza fragmentaria de las fuentes en este punto. Se sabe que fue erigida una estatua en su honor.